# Software Freedom Day

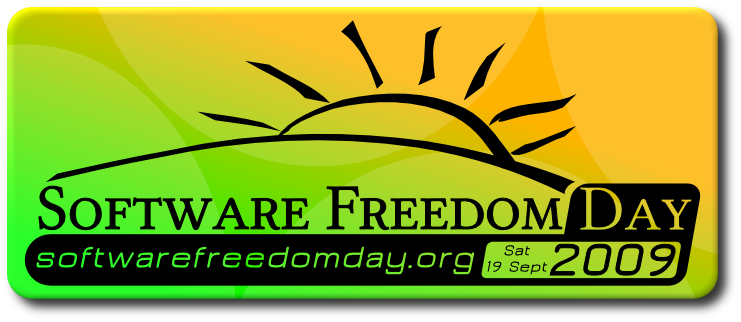
Logo del Software Freedom Day 2009

Software Freedom Day (SFD) è una celebrazione annuale sul software libero, che si svolge in tutto il mondo, un contributo all'educazione pubblica, non solo per celebrare le virtù del free/open-source software, ma anche per incoraggiarne l'uso, a beneficio della comunità.
Alla prima edizione, celebrata il 28 agosto 2004 hanno partecipato più di 70 gruppi. Da allora la manifestazione è cresciuta in popolarità e il 10 settembre 2005, è stato celebrata da più di 300 gruppi di oltre 60 paesi. Il principale sponsor per il 2005 e per il 2006 è stata la Canonical Ltd, l'azienda che finanzia lo sviluppo Ubuntu Linux.
Dal 2006 in poi, è stato deciso che dovesse essere celebrato il terzo sabato di settembre; nel 2007 è stato celebrato il 15 settembre, nel 2008 il 20 settembre, nel 2009 il 19 settembre e nel 2010 il 18 settembre.

## Digital Freedom Fundation
Questo evento, organizzato a livello internazionale da Digital Freedom Fundation (dal 2007), al tempo conosciuta come Software Freedom International, organizzazione no-profit con base negli USA, nasce per celebrare il FOSS (Free and Open Source Software) e in particolare:
1. Per celebrare la libertà del software e la gente che vi lavora
2. Per favorire una conoscenza generale del software libero e degli standard aperti e incoraggiarne l'adozione
3. Per garantire parità di opportunità di accesso all'informazione, attraverso l'uso di "tecnologia collaborativa"
4. Di promuovere un dialogo costruttivo in materia di responsabilità e diritti nella società dell'informazione
5. Di essere comprensivi di organizzazioni e singoli individui che condividono questa visione
6. Essere pragmatici, trasparenti, responsabili come organizzazione

Le decisioni più importanti per SFD vennero prese dal direttivo di SFI:
- Pia Waugh: Presidente, di Linux Australia
- Henrik Nilsen Omma: del progetto TheOpenCD
- Matt Oquist (Treasurer): studente laureato e dipendente della Tufts University[4]
- Phil Harper: del progetto TheOpenCD
- Benjamin Mako Hill: di Debian e Ubuntu
- Sidsel Jensen: DKUUG
- Frederick Noronha: Goa SFD Team
- Joe Olutuase: del Knowledge House Africa
- Robert Schumann: del progetto TheOpenCD

## Edizioni

### In Italia
Il Software Freedom Day si è svolto per la prima volta in Italia a partire dal 2005. Nel corso degli anni ha ottenuto un crescente numero di adesioni e nel 2010 si è tenuto contemporaneamente in circa 15 città.